# 選擇性剪接

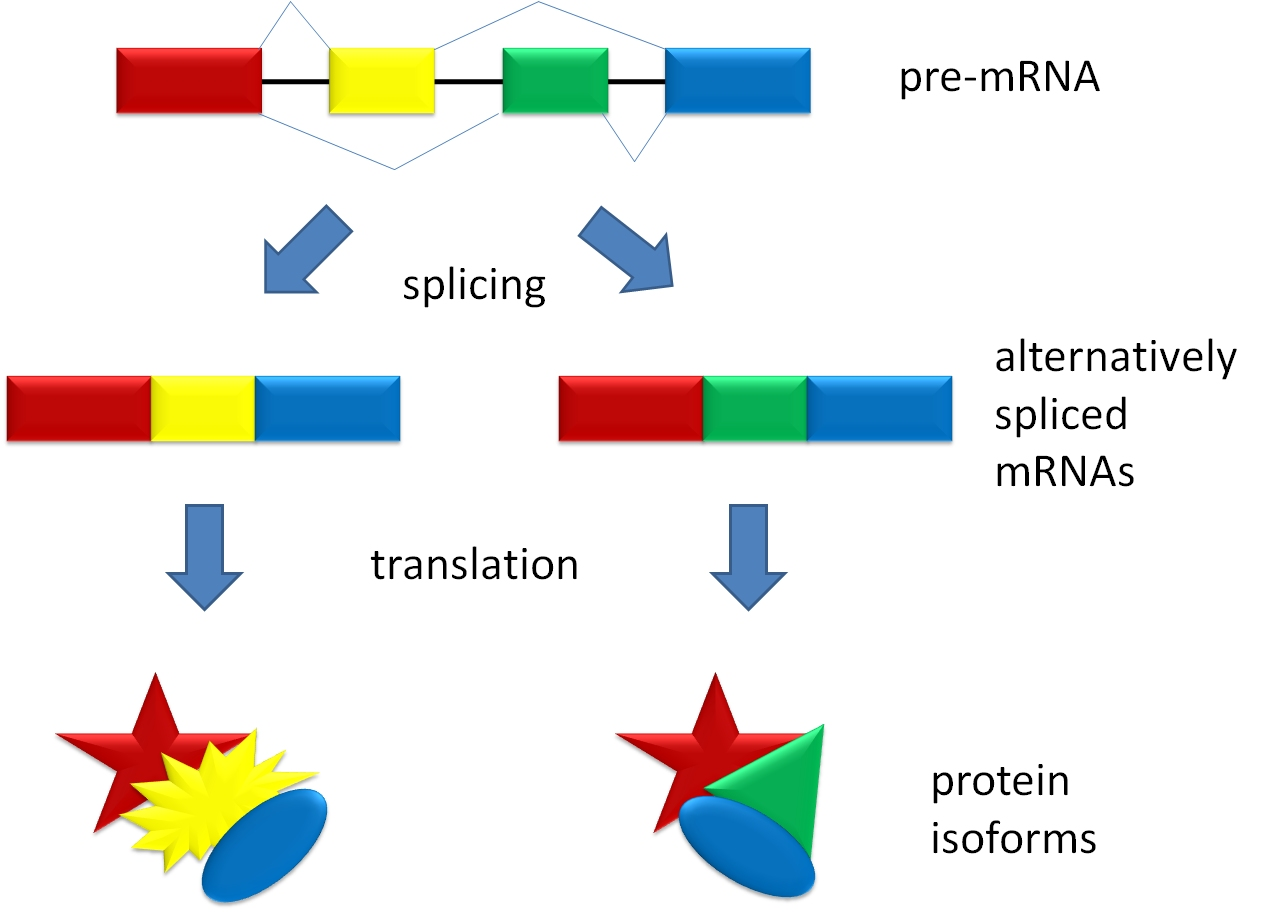
选择性剪接产生两个蛋白异型体

選擇性剪接（英語：Alternative splicing；又称“可变剪接”）是基因表达的方式，在複雜的動物例如人類细胞是非常普遍的。真核细胞的基因序列中，包含了內含子（intron）與外顯子（exon），兩者交互穿插。其中內含子在基因轉錄成mRNA前体後會被RNA剪接體移除，剩下的外顯子才是能夠存在於成熟mRNA（之後再進一步轉譯成蛋白質）的片段。
而選擇性剪接便是利用這樣的特性，一條未經剪接的RNA，含有的多種外顯子被剪成的不同組合，可轉譯出不同的蛋白質。就能將同一基因中的外顯子以不同的組合方式來表現，使一個基因在不同時間、不同環境中能夠製造出不同的蛋白質（基因表現調控），可增加生理狀況下系統的複雜性或適應性。例如抗體的製造。
剪接的異常變化也與疾病有關。 人類遺傳疾病的很大一部分是由剪接變異引起的。 異常的剪接變體也被認為有助於癌症的發展，剪接因子基因在不同類型的癌症中經常突變。